# Scultura di burro

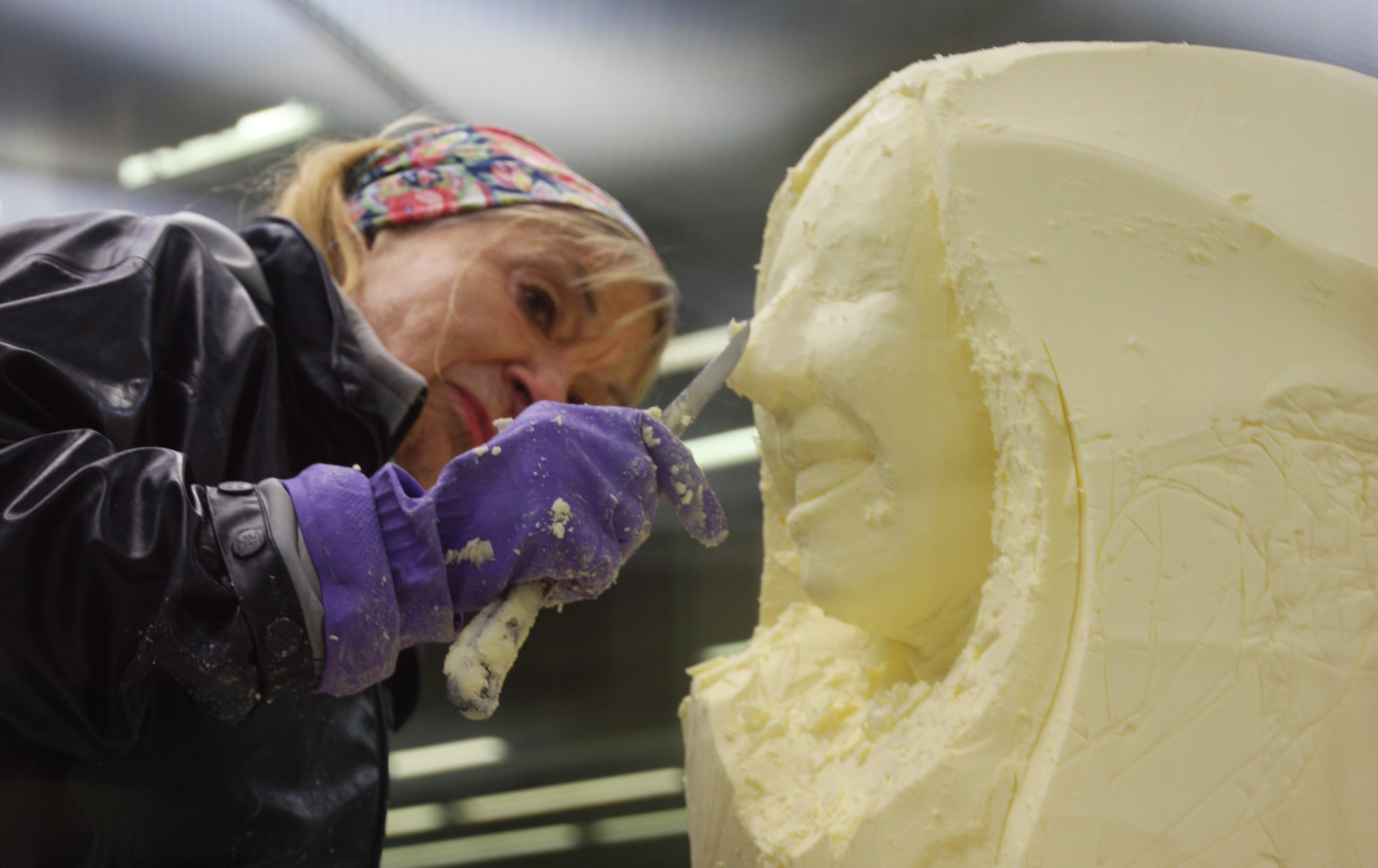
Lavorazione di una scultura di burro

Una scultura di burro è un'opera d'arte tridimensionale realizzata utilizzando il burro come materia prima.

## Nel mondo

### Italia
Le prime sculture di burro europee di cui si è a conoscenza vennero realizzate nel 1536 da Bartolomeo Scappi, cuoco di papa Pio V, durante una festa nel corso della quale vennero esibite delle elaborate figure realizzate con vari alimenti. Tra queste ve ne erano alcune in burro tra cui un elefante con un palanchino, una figura di Ercole che lotta con un leone e un moro in groppa a un cammello.
Secondo una storia apocrifa inerente ad Antonio Canova (1757-1822), mentre lavorava come garzone in cucina, il futuro maestro scolpì un imponente leone di burro che sarebbe stato all'origine della sua fortuna.

### Stati Uniti d'America

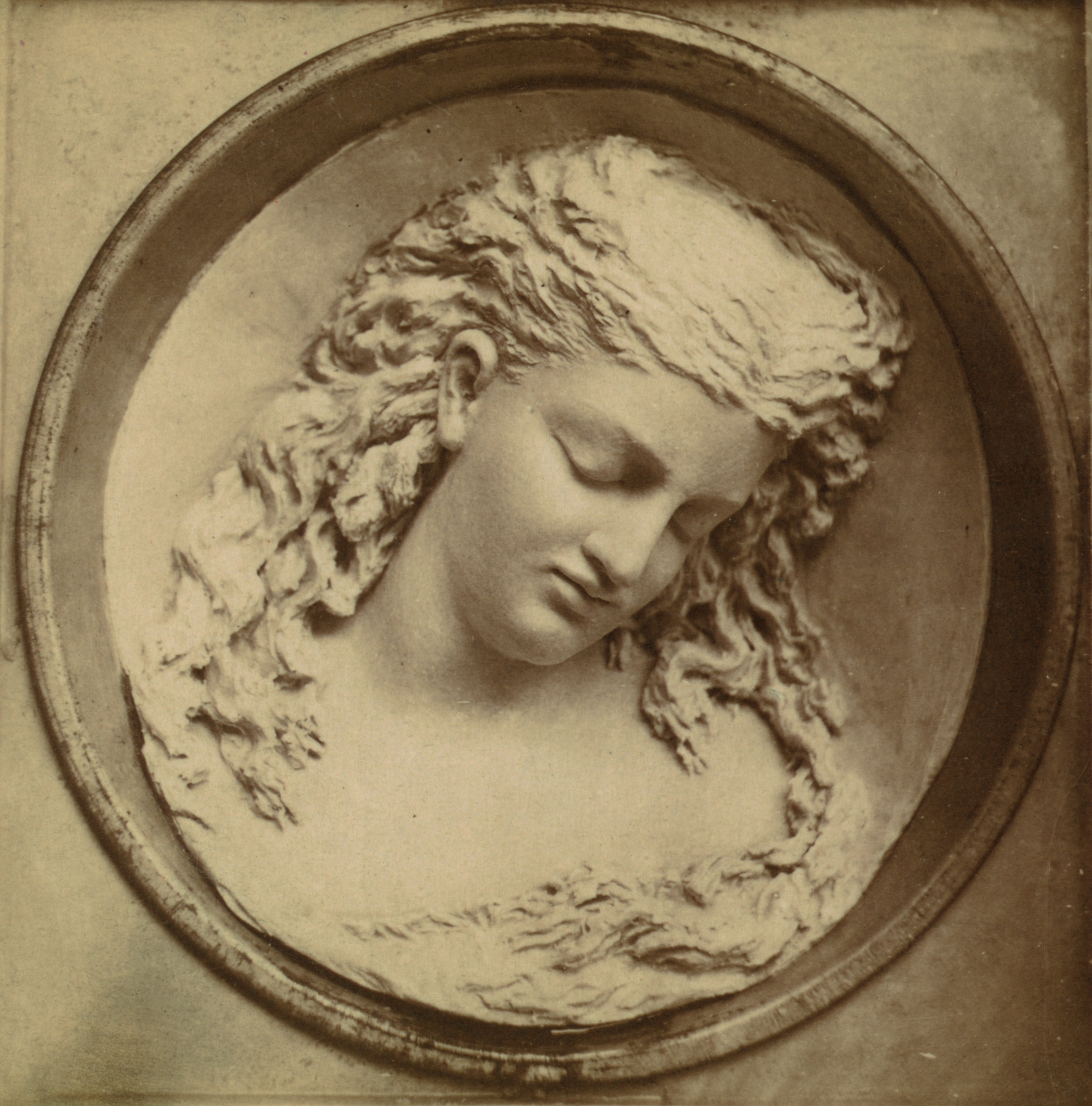
Il bassorilievo di Iolanda d'Angiò realizzato da Caroline Shawk Brooks nel 1876

Le sculture in burro hanno avuto particolare successo durante le esposizioni e le fiere statali degli Stati Uniti.
A contribuire alla fortuna di questa forma d'arte popolare negli USA vi fu soprattutto Caroline Shawk Brooks, una contadina di Helena che, sebbene non avesse avuto, in un primo momento, una formazione accademica, affinò la sua abilità nel maneggiare il burro al punto da diventare in grado di realizzare delle sculture complesse e ricche di dettagli. Nel 1876, in occasione dell'Esposizione di Filadelfia del 1876, mostrò un bassorilievo di Iolanda d'Angiò considerato il suo capolavoro. Brooks studiò a Parigi e Firenze diventando una scultrice professionista e imparò a lavorare il marmo. Durante la Fiera Colombiana di Chicago del 1893 esibì i suoi busti in burro di Isabella II di Spagna e Cristoforo Colombo.
A cavallo tra l'Ottocento e gli anni trenta del Novecento, grazie ai miglioramenti dei sistemi di refrigerazione, si assistette a quello che è considerato il periodo d'oro della creazione di sculture in burro. Nel corso della grande depressione e la seconda guerra mondiale l'arte di modellare il burro subì una crisi temporanea a causa della carenza di latticini. Gli artisti tornarono a modellare il latticino al termine del conflitto.

### Tibet

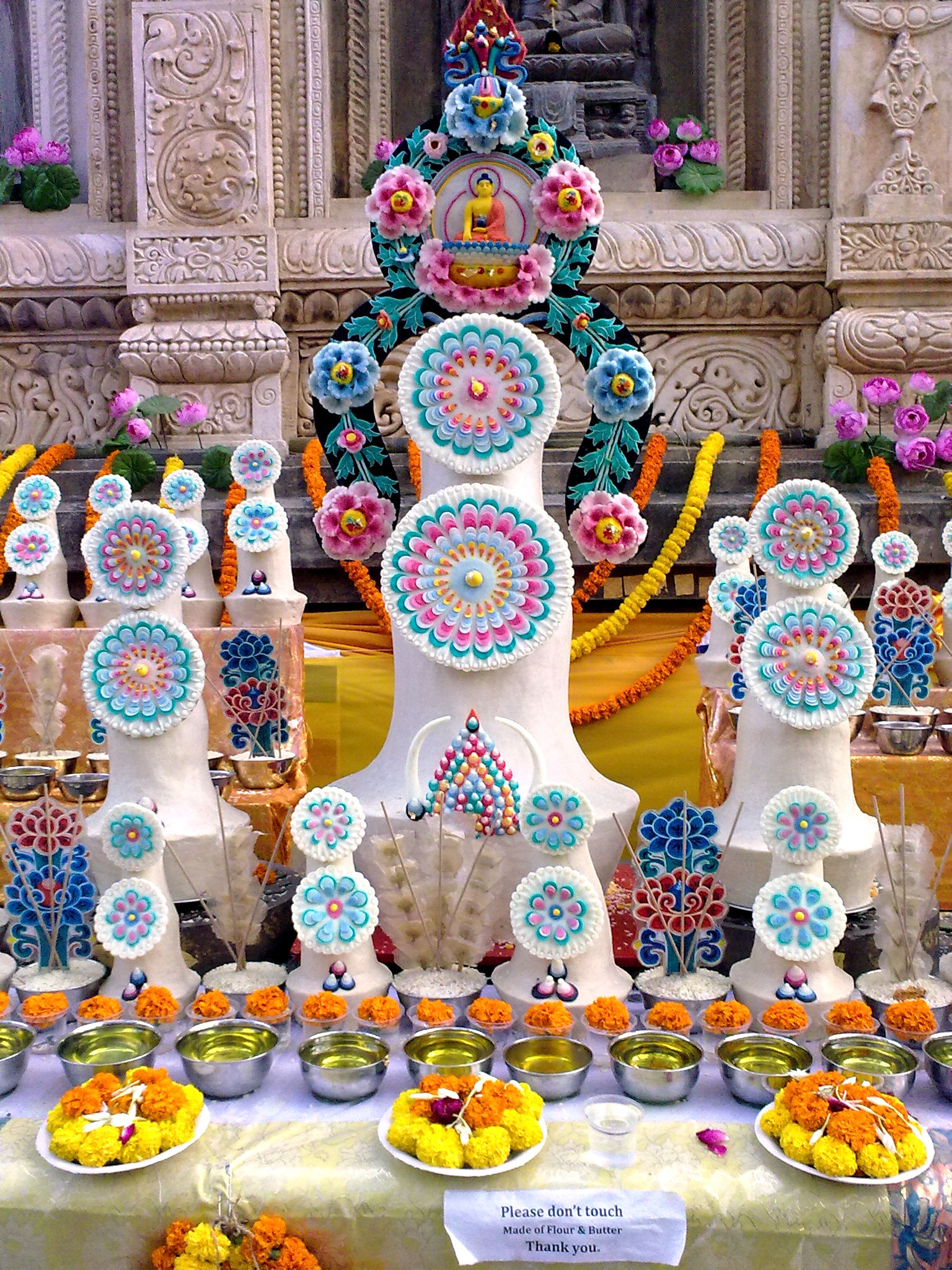
Alcuni torma

Durante alcune celebrazioni religiose del Tibet come il capodanno vengono costruiti dei coloratissimi manufatti votivi in tsampa, ovvero farina d'orzo tostata e burro di yak, che prendono il nome di torma. Le origini della torma sono ignote, ma si presume che abbiano avuto origine in Tibet durante la dinastia Ming. Le loro dimensioni possono variare da pochi centimetri a circa dieci metri d'altezza e possono durare circa quattro mesi.